# Buthus danyii
Espèce
Buthus danyii est une espèce de scorpions de la famille des Buthidae.

## Distribution
Cette espèce est endémique du Ghana. Elle se rencontre vers Garu et Tumu.

## Description
Le mâle holotype mesure 57,6 mm.

## Étymologie
Cette espèce est nommée en l'honneur de László Dányi.

## Publication originale
- Rossi, 2017 : « The genus Buthus Leach, 1815 in the basin countries of the Gulf of Guinea with the description of a new species from Ghana (Scorpiones: Buthidae). » Onychium, vol. 13, p. 9-15 (texte intégral).